# Az Igazság Ligája – Időcsapda
Az Igazság Ligája – Időcsapda (eredeti cím: JLA Adventures: Trapped in Time) amerikai 2D-s számítógépes animációs film, amely eredetileg DVD-n jelent meg 2014-ben. A forgatókönyvet Bob Kane, Michael Ryan, Joe Shuster és Jerry Siegel írta, rendezője és producere Giancarlo Volpe, a zenéjét Frederik Wiedmann szerezte. A Warner Bros. Animation és a DC Comics készítette.
Amerikában 2014. január 21-én adta ki DVD-n a Warner Home Video, Magyarországon pedig 2014. június 3-án jelent meg DVD-n a ProVideo forgalmazásában.

## Cselekmény
|  | Alább a cselekmény részletei következnek! |

Az Igazság Ligája egy csata során lefagyasztja Lex Luthort, aki legközelebb csak a 31. században olvad ki. Ott egy időt befolyásolni képes szerzet, Idővadász segítségével visszatér a 21. századba, hogy megakadályozza Kenték és Kal-El, azaz Superman találkozását. Az így megváltoztatott idővonal azonban újabb problémákat szül, ezért aztán két jövőbeli, fiatal szuperhős, Hajnalcsillag és Karate kölyök, akik követték Luthort mindenáron igyekeznek megállítani őt és helyrehozni az idővonalat.
|  | Itt a vége a cselekmény részletezésének! |

## Szereplők
| Szereplő         | Eredeti hang             | Magyar hang            |
| ---------------- | ------------------------ | ---------------------- |
| Batman           | Diedrich Bader           | Dolmány Attila         |
| Narrátor         | Diedrich Bader           | Tarján Péter           |
| Hajnalcsillag    | Laura Bailey             | Bogdányi Titanilla     |
| Karate kölyök    | Dante Basco              | Czető Roland           |
| Idővadász        | Corey Burton             | Maday Gábor            |
| Fagy kapitány    | Corey Burton             | Horváth-Töreki Gergely |
| Csodanő          | Grey DeLisle Griffin     | Kisfalvi Krisztina     |
| Superbaby        | Grey DeLisle Griffin     | N/A                    |
| Robin            | Jack DeSena              | Berkes Bence           |
| Bizarro          | Michael David Donovan    | N/A                    |
| Játékmester      | Tom Gibis                | Kocsis Mariann         |
| Jonathan Kent    | Tom Gibis                | Várkonyi András        |
| Superman         | Peter Jessop             | Galambos Péter         |
| Gepárd           | Erica Luttrell           | Törtei Tünde           |
| Martha Kent      | Erica Luttrell           | N/A                    |
| Aquaman          | Liam O’Brien             | N/A                    |
| Batwing Computer | Liam O’Brien             | N/A                    |
| Fekete Rája      | Kevin Michael Richardson | Orosz István           |
| Solomon Grundy   | Kevin Michael Richardson | Kardos Róbert          |
| Villám           | Jason Spisak             | Magyar Bálint          |
| Taxisofőr        | Jason Spisak             | Papucsek Vilmos        |
| Lex Luthor       | Fred Tatasciore          | Vass Gábor             |
| Kiborg           | Avery Kidd Waddell       | Pál Tamás              |
| Gorilla Grodd    | Travis Willingham        | Bolla Róbert           |
| Bolti eladó      | N/A                      | Rosta Sándor           |